# 潜水空母

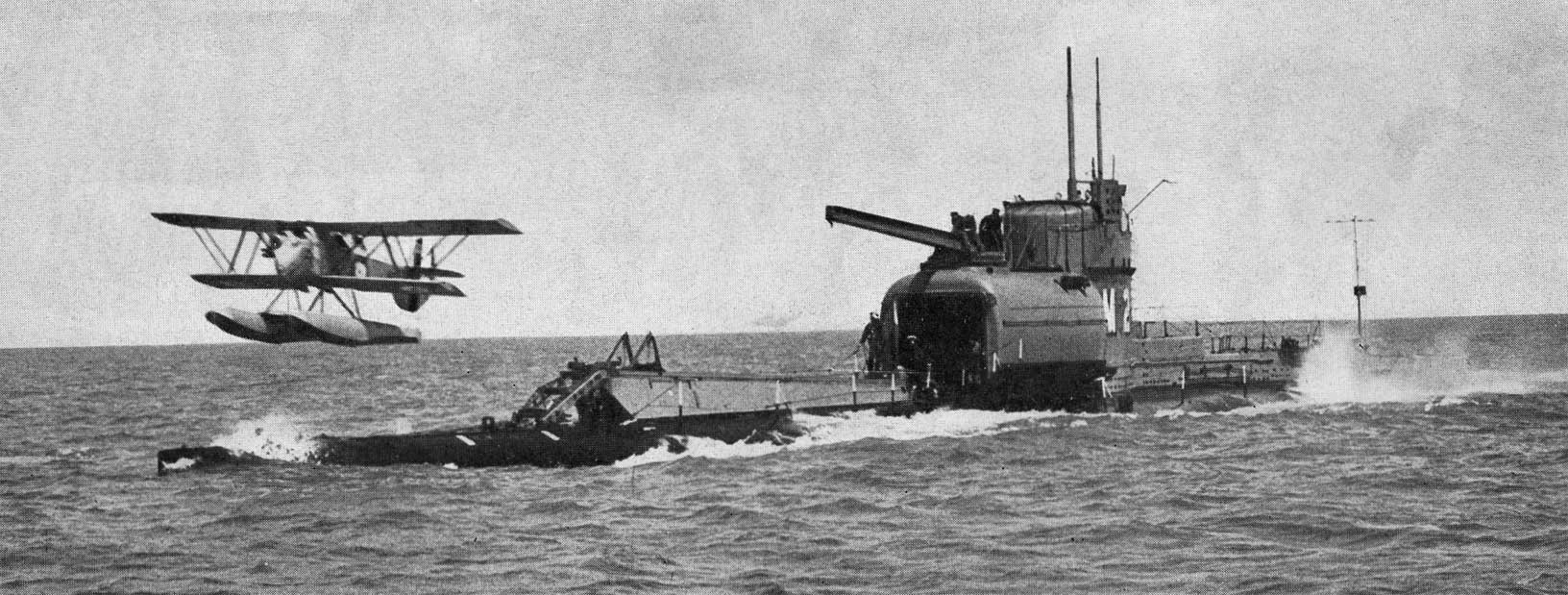
HMS M2から発進するパーノール　ピート 水上機

潜水空母（せんすいくうぼ）とは、敵の制空・制海下を潜航突破して敵本国の要地を攻撃するために攻撃機を搭載した潜水艦の事である。
これらの潜水艦は、第二次世界大戦中に最も使われたが、その作戦の重要度は小さかった。それらの中で最も有名なのは日本の伊四百型潜水艦とフランスのスルクフだが、その他の国の海軍でも同様の潜水艦が建造されている。伊四百型潜水艦や伊十三型潜水艦を除くほとんどの潜水空母は、通常の空母が攻撃を目的としていたのとは対照的に搭載機を偵察と観測に使用していた。

## 歴史

### 第一次世界大戦
ドイツ帝国

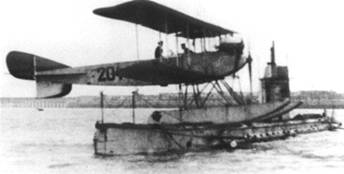
SM U-12と甲板上のフリードリヒスハーフェン FF.29水上機

ドイツは、ゼーブルッヘでフリードリヒスハーフェン FF.29水上機を指揮していたドイツ帝国海軍航空隊指揮官フリードリヒ・フォン・アルノー・ド・ラ・ペリエール（ de:Friedrich von Arnauld de la Perière） 中尉によって始められた潜水空母の初実験を行った国である。この実験には、ゼーブルッヘ基地に最初に配属されたU-ボートの1隻でヴァルター・フォルストマン大尉のSM U-12が母艦として使用された。
非武装のFF.29に12.0 kg爆弾が搭載された。1915年12月25日（1914年？）、新しく改造された1機はイギリス海峡とテムズ川を超え、ロンドン郊外に爆弾を投下したが、わずかな損害しか与えられなかった。その後、英国戦闘機の追跡を振り切り、無事に基地に帰投した。この最初の爆撃ミッションによって、一番の課題として航続距離不足が判明した。
この成功に勇気づけられ、Arnauld とフォルストマンは、戦闘機を潜水艦のデッキに乗せてイギリスの沿岸で潜水艦が潜水することで降ろし、そこから飛行させることで航続距離を増やす作戦を立案した。1915年1月15日、U-12は爆弾を搭載したFF.29を1機甲板に載せ、ゼーブルッヘを出港した。FF.29の翼幅16.30 mは、SM U-12の全長57.38 mに対し、１／３に及んだ。防波堤を超えるまでは安全に航海していたが、それを超えるとすぐに重いうねりが襲いかかった。これらが水上機に損害を与える可能性があったことから、フォルストマンは即時発進を命じた。予備の前方タンクは浸水していたが、潜水艦の揺れにもかかわらず、水上機のフロートはデッキから浮き上がり、難なく離陸することが出来た。Arnauld は潜水艦と合流するつもりであったが、反対された。そして高度を得た後、イギリスの沿岸を飛行し、ゼーブルッヘへ帰投するまで発見されなかった。実験は成功したものの、事前準備と手順に手直しが必要なのは明らかであった。
彼らは、さらに実験を重ねようとしたが、ドイツ海軍司令部に実用的でないことから却下された。1917年にドイツの潜水艦の攻撃力を高めるために再検討されたものの、戦争が終了したため廃案となった。
 イギリス
イギリス軍もまた、HMS E22が配備されたときに、北海を超えてくるドイツの飛行船を迎撃する目的で航空機搭載の潜水艦のコンセプトを実験した。1916年に2機のソッピース タブロイド水上機を飛ばすことはできた。しかし、ドイツの実験と同じように、航空機はデッキ上で無防備に運ばれ、潜水艦は航空機を分離せず潜航することは出来なかった。

### 第一次世界大戦後

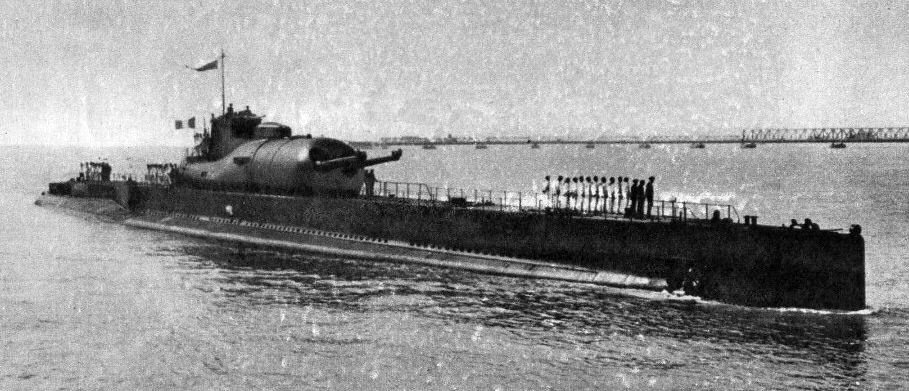
スルクフ

フランス
- スルクフ

通商破壊を任務とする艦として1934年に竣工。基準排水量3,300トンは日本海軍の伊四〇〇型潜水艦が登場するまでは世界最大だった。水上機1機を納める水密式の格納庫を備え、偵察用にマルセル・ベソンMB.411水上機を搭載できたが、開戦時には搭載されなかった。
 イタリア王国
- エットーレ・フィエラモスカ（英語版）

搭載が計画されたが廃案
 大日本帝国
- 伊一型潜水艦

1932年に就航した5番艦（伊号第五潜水艦）は格納庫とカタパルトを装備し、日本海軍で初めて水上偵察機の搭載が可能な潜水艦となった。カタパルト装備により艦を停止させることなく水上機の運用が可能だったが、1940年の改装時に射出機を撤去、これ以降の水上機の運用は確認されていない。続いて就航した6番艦（伊号第六潜水艦）も水上偵察機1機の搭載が可能だったが、実際の水上機の運用については定かではない。
 イギリス
- HMS M2

1920年に竣工したM級潜水艦の2番艦で、後に主砲を撤去して水上機搭載が可能なように改装された。M2潜水艦搭載用に水上偵察機パーノール　ピートが開発されたが、M2潜水艦は1932年に事故で失われた。
 アメリカ合衆国

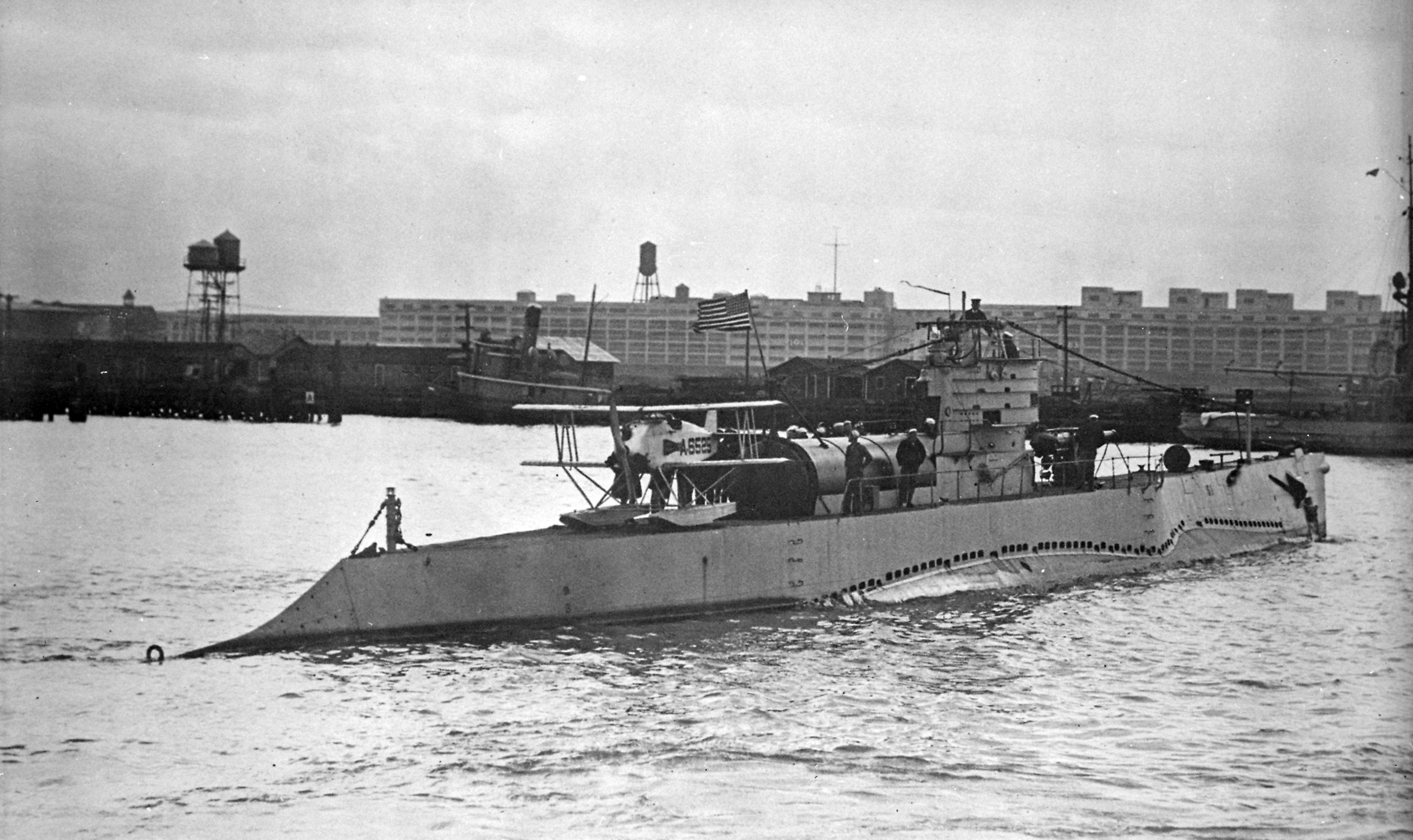
アメリカ海軍USS S-1 (SS-105)潜水艦とマーチンMS水上機

- USS S-1 (SS-105)（英語版）

1918年に就役したS級潜水艦 (アメリカ海軍)の1番艦。1923年に水上機の運用試験に供され、マーチンMSやコックス＝クレミンXSが開発されて試験を行ったが、アメリカ海軍による潜水空母の実用化はされなかった。

### 第二次世界大戦

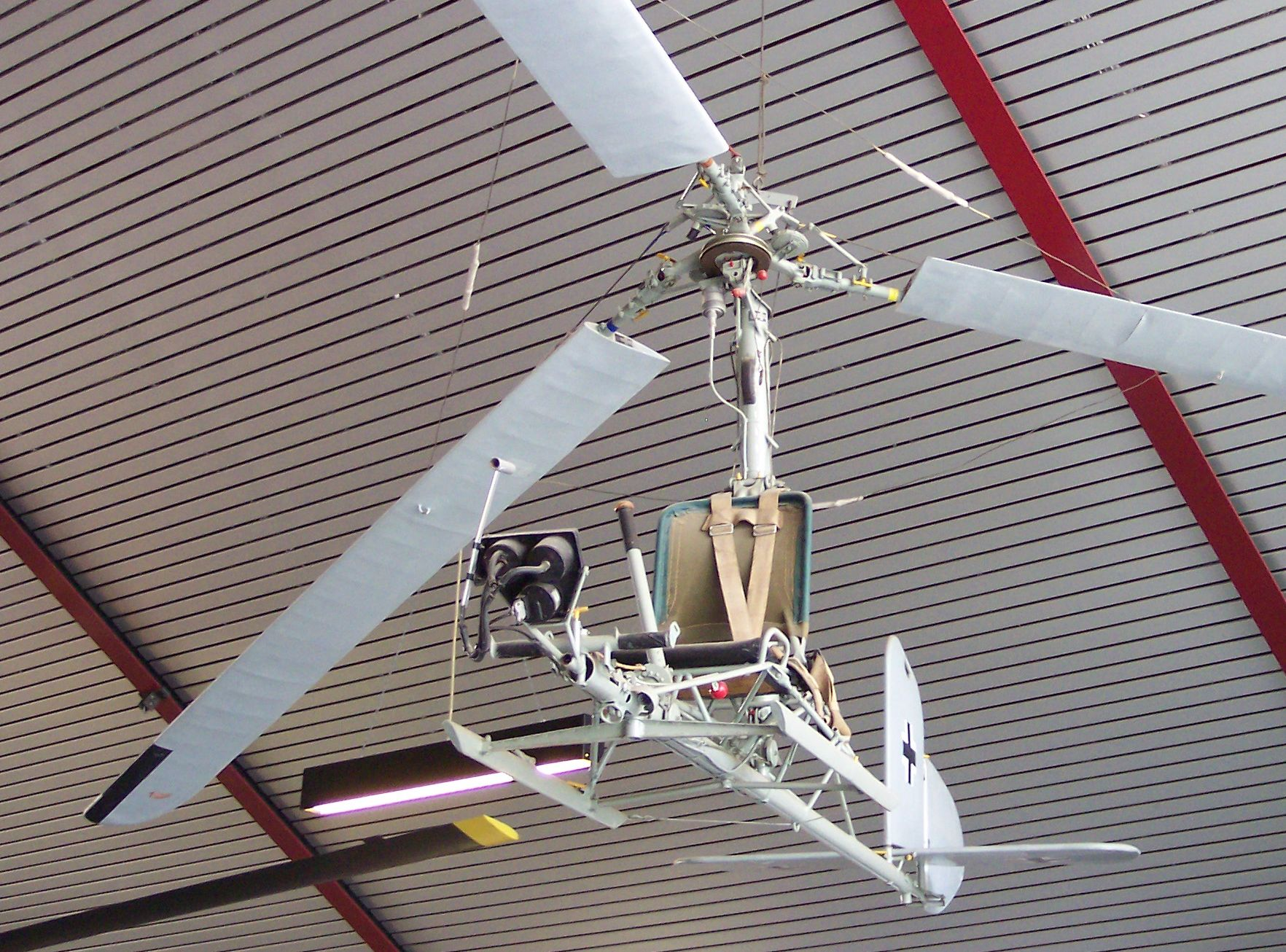
フォッケ・アハゲリス Fa 330

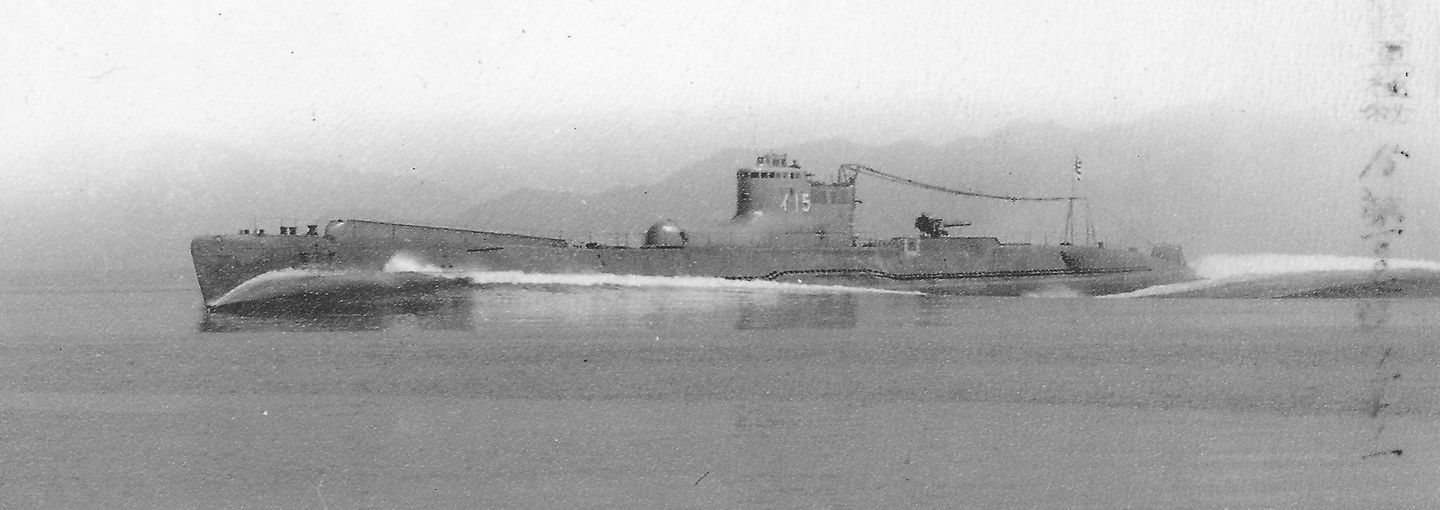
伊十五型潜水艦

ドイツ国
- UボートXI型

ドイツ海軍は大西洋での商船攻撃を目的として4隻の建造が計画された、127mm砲を搭載する「巡洋潜水艦」。さまざまな武装に加えてアラドAr 231水上機1機の搭載が計画されたが、第二次世界大戦の開戦でキャンセルとなった。実現すれば日本の伊四百型潜水艦に次ぐ大きさとなっていた。
厳密には航空機ではないが、一部のUボートはフォッケ・アハゲリス Fa 330を搭載していた。これはジャイロライダーまたはローターカイトとして知られている回転翼凧の一種で、第二次世界大戦中はUボートに曳航されて、凧のように上空に舞い上がり観測を行った。インド洋および極東地域で使用されていたType IX D2 Monsun等を支援する為に開発されたが、潜水艦の迅速な潜航が出来なくなってしまった。
 大日本帝国
- 伊七型潜水艦

1937年に1番艦の伊号第七潜水艦、翌年に2番艦の伊号第八潜水艦が就役。水上偵察機搭載のために格納庫とカタパルトを備えた。1番艦の伊号第七潜水艦は真珠湾攻撃前の1941年11月17日、搭載した九六式小型偵察機によるオアフ島の航空偵察を行うなど実戦での水上機運用を行った。
- 伊九型潜水艦

1941年に就役開始。伊七型潜水艦の発展型として3隻が建造され、零式小型水上偵察機1機を搭載。大戦初期には航続力と水上機運用能力を生かして各地の偵察任務に従事した。
- 伊十五型潜水艦

1940年に1番艦が就役後、20隻が建造された。零式小型水上偵察機1機の搭載が可能。伊号第二十五潜水艦は搭載した零式小型水上偵察機によるアメリカ本土空襲を行っている。なお、続く伊十六型潜水艦では水上偵察機と搭乗員の不足から、水上機の搭載そのものを廃止した。
- 伊四十型潜水艦

1943年に就役開始、6隻が建造された。格納庫とカタパルトを備え、零式小型水上偵察機1機の搭載が可能。のちに伊号第四十四潜水艦は特攻兵器回天搭載のために格納庫とカタパルトを撤去した。
- 伊五十四型潜水艦

1944年に就役開始。零式小型水上偵察機1機の搭載が計画されたが、実際には搭載していないと考えられている。7隻の建造が計画されたが、3隻で取りやめになった。
- 伊四百型潜水艦

1944年から1945年にかけて3隻が就役。アメリカ本土攻撃を目的として開発され、攻撃機晴嵐3機の搭載に加え、地球1周半にも及ぶ航続距離を持っていた。第二次世界大戦で就役した潜水艦で最大。パナマ運河やアメリカ本土が計画されたが実行されず、新たな攻撃目標となったウルシー泊地へ2隻が向かう途中で終戦を迎える。
- 伊十三型潜水艦

1944年に就役開始。伊四百型潜水艦の計画縮小に伴い、この代替として建造された。伊九型潜水艦とほぼ同型だが、攻撃機「晴嵐」を搭載するために仕様が変更された。4隻が建造されて2隻が就役したが、2隻は終戦までに完成しなかった。

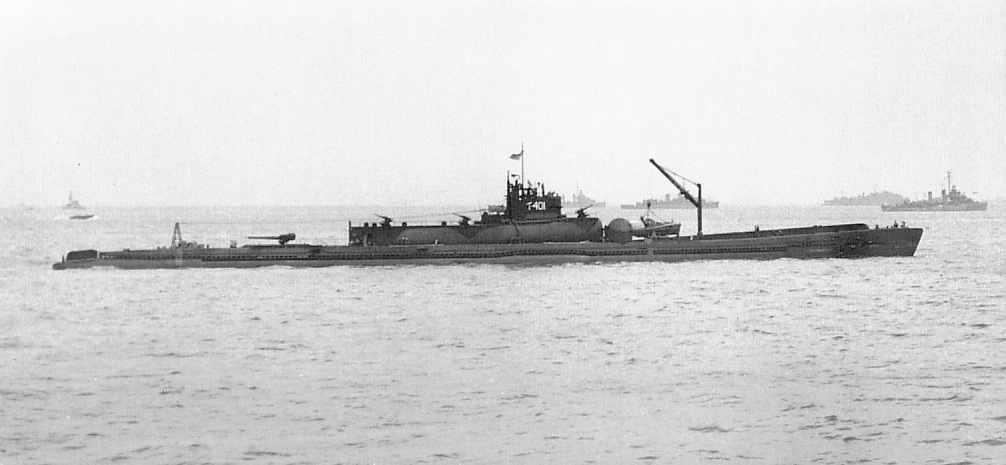
伊四百型潜水艦（伊401）
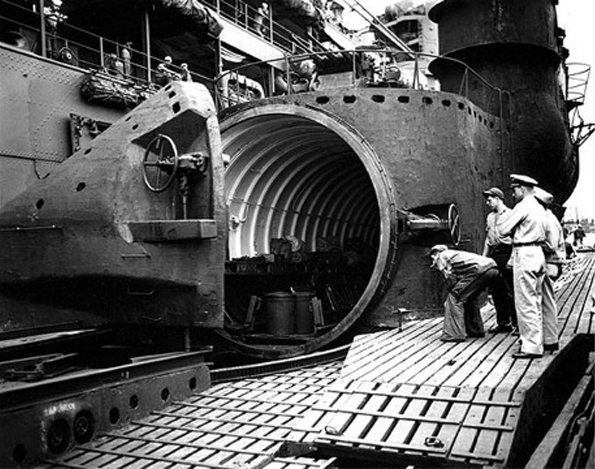
伊四百型潜水艦の飛行機格納筒
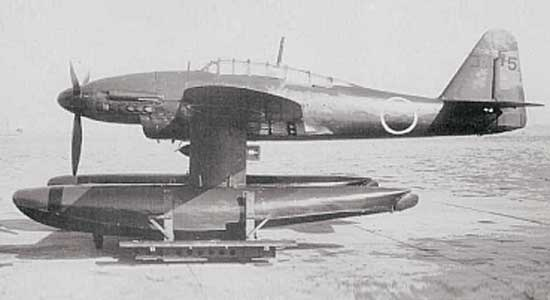
伊四百型潜水艦が搭載した攻撃機「晴嵐」

### 第二次世界大戦後
アメリカ合衆国
アメリカ海軍は1946年と1952年に「潜水空母」のデザインを構想している。1946年の研究では「SSV」の艦種番号が割り振られ、戦略核兵器運用のためにXA2J スーパーサヴェージ爆撃機2機、もしくはF2Hバンシー戦闘機4機を搭載する予定であった。水密格納庫や発着設備など航空機運用のための各種設備を考慮した結果、艦の規模は180 m～230 m、浮上時排水量はロシア海軍のタイフーン型原子力潜水艦約24,000 tを超える34,000 tとなると考えられた。
1952年の研究では、やや現実的ではあったものの依然として大型の潜水艦となった。超音速の水上戦闘機として開発されたF2Yシーダードを3機搭載し、上面に荒天でも発進できるよう発進用のスロープを持ち、艦の規模は長さ460フィート（140 m）、潜水排水量9,000 tとなり、速力28ノット（52 km / h）を達成する動力としては出力70,000 hp（52,000 kW）の原子力動力が考えられた。より経済的な案では、第二次世界大戦期の潜水艦にレギュラスミサイルのようにA-4 スカイホーク攻撃機の水上機型を搭載し、離水にはF2Y戦闘機のように水上スキーを使用する方法が考えられた。
2008年まで、ロッキード・マーティンの開発部門スカンクワークスでは、オハイオ級原子力潜水艦のトライデントミサイル発射管から発進出来る無人航空機Cormorant（en)が研究されていた。
 ドイツ
212A型潜水艦には、偵察用無人航空機のEMT Aladin(en)を基にしたVOLANS（coVert OpticaL Airborne reconnaissance Naval adapted System） UAVを3機搭載する改造計画がある。